# اچ‌ام‌اس کاردینگهام (ام۲۶۱۵)
اچ‌ام‌اس کاردینگهام (ام۲۶۱۵) (به انگلیسی: HMS Cardingham (M2615)) یک کشتی بود که طول آن ۱۰۰ فوت (۳۰ متر) بود. این کشتی در سال ۱۹۵۲ ساخته شد.